# Sphenomorphus multisquamatus
Sphenomorphus multisquamatus este o specie de șopârle din genul Sphenomorphus, familia Scincidae, descrisă de Inger 1958. Conform Catalogue of Life specia Sphenomorphus multisquamatus nu are subspecii cunoscute.